# Arrondissement Charleroi
Arrondissement Charleroi (francouzsky: Arrondissement de Charleroi; nizozemsky: Arrondissement Charleroi) je jeden ze sedmi arrondissementů (okresů) v provincii Henegavsko v Belgii.
Jedná se o politický a zároveň soudní okres. Soudní okres Charleroi ještě zahrnuje obce politického okresu Thuin.

## Obyvatelstvo
Počet obyvatel k 1. lednu 2017 činil 430 128 obyvatel. Rozloha okresu činí 554,55 km².

## Obce
Okres Charleroi sestává z těchto obcí:
- Aiseau-Presles
- Chapelle-lez-Herlaimont
- Charleroi
- Châtelet
- Courcelles
- Farciennes
- Fleurus
- Fontaine-l'Evêque
- Gerpinnes
- Les Bons Villers
- Manage
- Montigny-le-Tilleul
- Pont-à-Celles
- Seneffe